# Alexandre Nikititch de Russie
Alexandre Nikititch de Russie (en russe : Александр Никитич), né le 4 novembre 1929 à Paris et mort le 22 septembre 2002 à Londres, est un prince de Russie, membre de la Maison de Holstein-Gottorp-Romanov.

## Famille
Il est le deuxième fils de Nikita Alexandrovitch de Russie et de Maria Ilariovna Vorontzova-Daschkova.

### Mariage
Le 23 février 1971, Alexandre Nikititch épouse la princesse sicilienne Maria Valguarnera, fille de Corrado, prince de Niscemi et Castelnuovo, duc d’Arenella.

## Biographie
Alexandre Nikititch passe les premières années de son enfance au Royaume-Uni et obtinet la citoyenneté britannique en 1938.
Au début de la Seconde Guerre mondiale, lui et sa famille résident en France et se retrouvent dans l'incapacité de regagner le Royaume-Uni. Ils s'installent à Rome puis en Tchécoslovaquie. À la fin de la guerre, le prince retourne en Grande-Bretagne, puis entre à l'université Columbia aux États-Unis. En 1953, ses études terminées, le prince revient s'installer en Grande-Bretagne, où il vit avec sa grand-mère à Hampton Court jusqu'au décès de cette dernière le 20 avril 1960.
Le 27 mai 1961, grâce à l'obtention d'un visa pour l'URSS, Alexandre Nikititch rejoint un groupe de touristes et visite Léningrad et Moscou. Depuis les assassinats et l'exil des membres de la famille Romanov lors de la Révolution russe, le prince est le premier membre de la famille impériale à retourner en Russie.
À Paris, le 27 juin 1992 a lieu la réunion des « sept princes », dont Alexandre Nikititch. Ils créent le fonds de bienfaisance des Romanov.
Après une brève maladie, le prince Alexandre Nikititch Romanov meurt le 21 septembre 2002 à Londres. Son corps est incinéré au crématorium de Mortlake et ses cendres sont déposées dans la tombe ancestrale de sa famille à Palerme.

## Généalogie
Alexandre Nikititch de Russie appartient à la quatrième branche issue de la première branche de la Maison d'Oldenbourg-Russie (Holstein-Gottorp-Romanov), elle-même issue de la première branche de la Maison d'Holstein-Gottorp. Ces trois branches sont issues de la première branche de la Maison d'Oldenbourg. Par sa grand-mère, la grande-duchesse Xenia Alexandrovna de Russie, il est un arrière-petit-fils de l'empereur Alexandre III et petit-neveu de Nicolas II, par son grand-père, il est le descendant du tsar Nicolas Ier.

## Sources
- (en) Cet article est partiellement ou en totalité issu de l’article de Wikipédia en anglais intitulé « Prince Alexander Romanov » (voir la liste des auteurs).